# Isidore Geoffroy Saint-Hilaire
Isidore Geoffroy Saint-Hilaire (ur. 16 grudnia 1805 w Paryżu, zm. 10 listopada 1861 tamże) – francuski zoolog.

## Życiorys
Był synem Étienne’a. W 1829 został profesorem uniwersytetu w Bordeaux, a w 1837 w Paryżu, obejmując to stanowisko po ojcu – profesorze anatomii porównawczej zwierząt na Sorbonie. Od 1844 pracował w Muzeum Historii Naturalnej, a od 1850 jako profesor zoologii na Sorbonie, w 1833 został członkiem Francuskiej Akademii Nauk. Obszarem jego zainteresowań naukowo-badawczych była systematyka zwierząt – opracował układ systematyczny ssaków, badał m.in. rozwój osobniczy małp. Napisał m.in. trzytomowe prace Histoire générale et particulière des anomalies de l’organisation chez l’homme et les animeux (1832–1837) i Histoire naturelle générale des règnes organiques (1854–1862).